# The Collection
 Der er for få eller ingen kildehenvisninger i denne artikel, hvilket er et problem. Du kan hjælpe ved at angive troværdige kilder til de påstande, som fremføres i artiklen.

The Collection er navnet på Labans opsamlingsalbum, som udkom i 2000.

## Spor
| #   | Titel                                 | Længde |
| --- | ------------------------------------- | ------ |
| 1.  | "Hvor ska´ vi sove i nat"             | 3:04   |
| 2.  | "Jeg kan li´ dig alligevel"           | 3:44   |
| 3.  | "Det er hans kys"                     | 2:25   |
| 4.  | "Gi´ mig det jeg savner"              | 3:26   |
| 5.  | "Meget bedre nu"                      | 3:54   |
| 6.  | "Det jeg føler for dig"               | 3:10   |
| 7.  | "Ch-Ch-Cherrie"                       | 3:12   |
| 8.  | "Dit navn, dit nummer"                | 2:56   |
| 9.  | "Came-camera"                         | 3:25   |
| 10. | "Sig ingenting (jeg ved det)"         | 4:02   |
| 11. | "Helt perfekt (det bli´r man aldrig)" | 2:43   |
| 12. | "Det er en hemmelighed" (Lecia solo)  | 2:55   |
| 13. | "For altid" (Lecia solo)              | 2:41   |